# آر تاج شمالی
آر تاج شمالی یک ستاره است که در صورت فلکی تاج شمالی قرار دارد.